# 1-es busz (Veszprém)
A veszprémi 1-es jelzésű autóbusz Veszprém vasútállomás és a Valeo között közlekedik, a belváros érintésével. A járatot a V-Busz üzemelteti.

## Története
A járatot 2019. január 1-jén indította el Veszprém új szolgáltatója, a V-Busz.
2019. december 15-étől csak a vasútállomás és az Iparváros között közlekedik, Bakonyalját pedig nem érinti, így körjárati jellege megszűnt.

## Útvonala
| Valeo felé | Veszprém vasútállomás felé |
| --- | --- |
| Veszprém vasútállomás vá. – Jutasi út – Mindszenty József utca – Brusznyai Árpád utca – Megyeház tér – Óvári Ferenc út – Dózsa György utca – Szent István völgyhíd – Völgyhíd tér – Pápai út – Henger utca – Piramis utca – Valeo vá. | Valeo vá. – Piramis utca – Henger utca – Pápai út – Völgyhíd tér – Szent István völgyhíd – Dózsa György utca – Óvári Ferenc út – Megyeház tér – Brusznyai Árpád utca – Mindszenty József utca – Jutasi út – Veszprém vasútállomás vá. |

## Megállóhelyei
| 0  | Veszprém vasútállomás végállomás | 20 | 2, 4, 4A, 5, 10, 11, 21 Helyközi buszok Veszprém                           |
| 1  | Aulich Lajos utca                | 18 | 2, 4, 4A, 10, 11, 18A, 21 Helyközi buszok                                  |
| 2  | Laktanya                         | 17 | 2, 3, 4, 4A, 6, 7A, 8, 8A, 10, 11, 18, 18A, 21                             |
| 3  | Jutasi úti lakótelep             | 16 | 2, 10 Helyközi buszok                                                      |
| 4  | Jutasi út 61.                    | 15 | 2, 10                                                                      |
| 5  | Petőfi Sándor utca               | 13 | 2, 3, 4, 4A, 7A, 10, 13                                                    |
| 7  | Veszprém autóbusz-állomás        | 12 | 2, 3, 4, 4A, 7A, 10, 12, 12A, 13, 22, 23 Helyközi buszok Távolsági járatok |
| 9  | Hotel                            | 10 | 2, 3, 4, 4A, 5, 6, 7A, 10, 12, 12A, 13, 22, 25                             |
| 11 | Petőfi Színház                   | 8  | 2, 3, 4, 4A, 5, 6, 8, 8A, 10, 13, 25 Helyközi buszok Távolsági járatok     |
| 12 | Harmat utca                      | 7  | 2, 3, 5, 8, 8A, 25                                                         |
| 14 | Völgyhíd tér                     | 6  | 3, 5, 8, 8A, 10, 12, 12A, 13, 25                                           |
| 15 | Pápai út 25.                     | 5  | 3, 5, 8, 8A, 10, 12, 12A, 13, 25 Helyközi buszok Távolsági járatok         |
| 16 | Pápai úti forduló (körforgalom)  | 4  | 8, 8A, 18, 21                                                              |
| 17 | Pápai út / Henger utca           | 3  | 8, 18, 21 Helyközi buszok                                                  |
| 18 | Henger utca / Ipar utca          | 2  | 8, 18, 21 Helyközi buszok                                                  |
| 19 | Piramis utca                     | 1  | 8, 18, 21 Helyközi buszok                                                  |
| 20 | Valeo végállomás                 | 0  | 8, 18, 21                                                                  |